# Йоханна Вестердейк
Йоханна Вестердейк (нід. Johanna Westerdijk, 1883—1961) — нідерландський ботанік-фітопатолог та міколог, перша жінка-професор в Нідерландах. Дійсний член Королівської академії наук і мистецтв Нідерландів (1951)
Вищу біологічну освіту Йоханна Вестердейк отримала в Нідерландах, потім навчалася в Німеччині та Швейцарії; захистила докторську дисертацію в Цюрихському університеті (1906). Протягом багатьох років викладала фітопатологію в Утрехтському і Амстердамському університетах, одночасно керуючи колекцією патогенних культур і фітопатологічної охорони рослин лабораторією.

## Життєпис

### Навчання
Йоханна Вестердейк народилася 4 січня 1883 року в сім'ї лікаря загальної практики в селі Ниювер-Амстел[ що розташовувалося поруч з Амстердамом (а пізніше включене до його складу). Навсчалася у школі для дівчаток в Амстердамі, закінчила її в 1900 році. Була обдарованою піаністкою і хотіла стати професійною виконавицею, однак медичні проблеми з однією з рук зробили цю ідею нездійсненною. У школі вона, крім іншого, захоплювалася ботанікою, тому вирішила отримати біологічну освіту в Амстердамському університеті; тут вона, зокрема, слухала лекції знаменитого ботаніка Гуго де Фріза і працювала в його лабораторії. Спочатку, правда, Де Фриз не дозволив їй відвідувати його практичних занять (виключно через її стать), однак Вестердейк мала уявлення про практичну сторону ботанічної професії, оскільки підтримувала контакти зі своїм старим знайомим лікарем ван Аллом, з яким вони раніше нерідко здійснювали ботанічні екскурсії, збираючи гербарії. Ван Алл працював на той час в приватній фітопатологічній амстердамській лабораторії Willie Commelin Scholten асистентом професора Яна Ритземи Боса — саме з цією лабораторією і був пов'язаний інтерес до хвороб рослин, що з'явився у Вестердейк.
Завершивши навчання в університеті, вона здобула кваліфікацію, яка дозволяла їй викладати біологію в середній школі. У Нідерландах на той час у жінок не було можливості продовжувати навчання в аспірантурі, тому Вестердейк в 1904 році виїхала до Мюнхенського університету, де вивчала мохи під керівництвом професора Карла фон Гебеля. У 1906 році продовжила дослідження мохів в Цюриху під керівництвом ботаніка Ганса Шинца. Того ж року вона захистила в Цюрихському університеті дисертацію Die Regeneration der Laubmoose, присвячену регенерації у мохів, і здобула ступінь доктора філософії.

### Робота
Повернувшись на батьківщину, Вестердейк у тому ж 1906 році, в 23 роки, стала директором лабораторії Willie Commelin Scholten (WCS), змінивши на цій посаді Яна Ритзему Боса, призначеного директором Державного інституту фітопатології.
У 1907 році до Вестердейк звернувся професор загальної біології Фріц Вент з проханням привести в порядок і зберегти колекцію патогенних грибів, яка була створена після відповідного обговорення у 1903 році на засіданні Міжнародної асоціації ботаніків в Лейдені.
Вестердейк взялася за цю роботу, розмістила колекцію в лабораторії WCS і займалася нею понад 50 років.
У 1913 році вирушила до Індонезії, щоб ознайомитись з хворобами місцевих сільськогосподарських культур. На Яві і Суматрі їй вдалося виділити й ізолювати патогенні мікроорганізми з рослин, що ростуть на плантаціях, — гевеї, какао, кави, цукрової тростини, тютюну, хінного дерева і чаю, а також з кокосової пальми, місцевих сортів рису і томату, при цьому всі ізольовані зразки пізніше були включені в колекцію в Нідерландах. Деякий час після цього вона жила в Японії, де займалася фітопатологічними дослідженнями, однак її японські матеріали під час Першої світової війни були загублені. Оскільки у зв'язку з війною, що почалася повернутися на батьківщину у неї можливості не було, вона продовжила подорож, вирушивши до США. На життя вона заробляла, читаючи лекції в різних університетах. Пізніше в одній з робіт вона писала, що для фітопатолога подорож по США дуже корисна і повчальна, оскільки епідемії деяких хвороб рослин тут настільки масштабні, що зустріти подібне в Європі практично неможливо

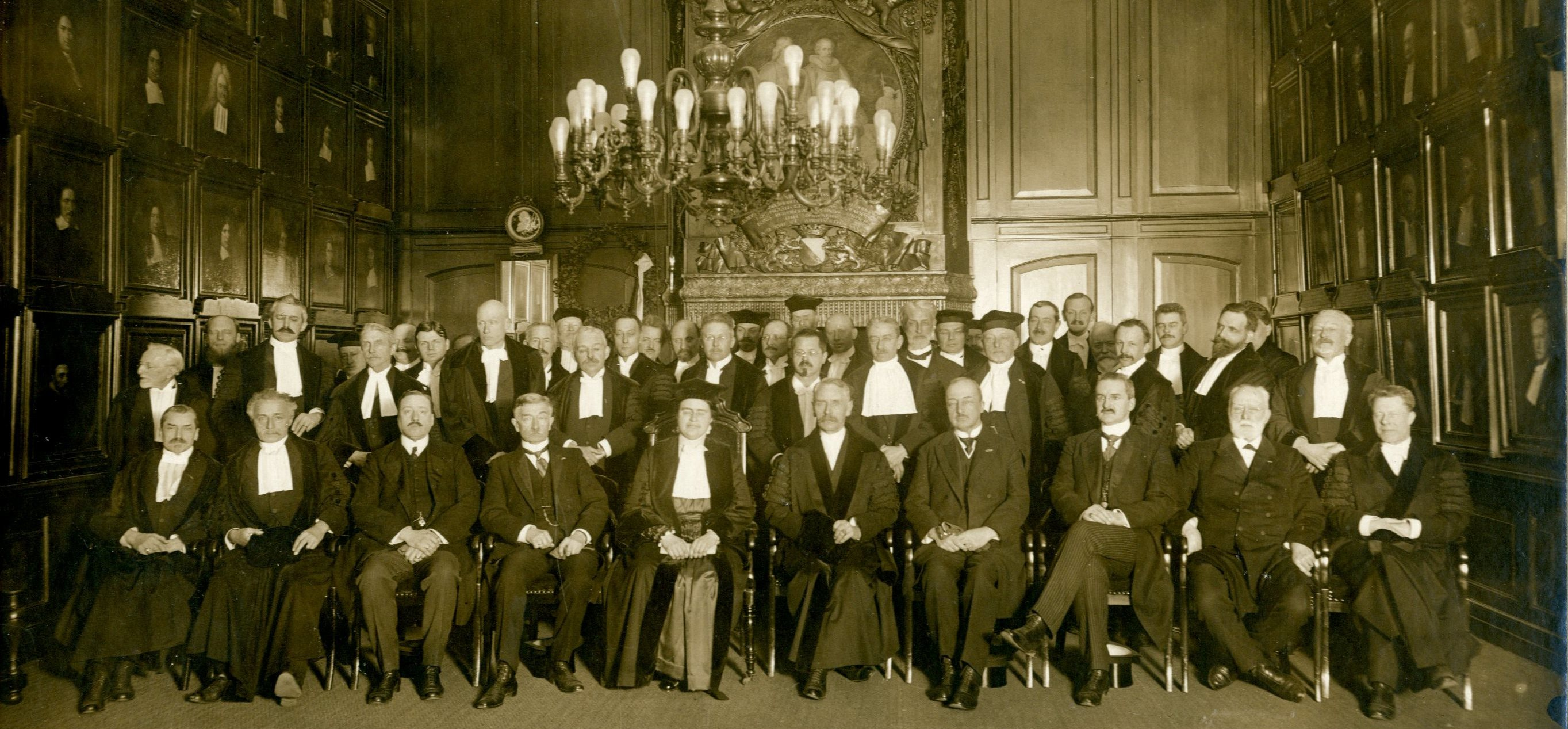
Йоханна Вестердейк (п'ята зліва в першому ряду) з професорами Утрехтського університету. 10 лютого 1917 року

В 1917 році Вестердейк була призначена на посаду професора фітопатології в Утрехтському університеті, ставши першою жінкою-професором історії своєї країни (і взагалі одним з перших професорів фітопатології в європейських університетах). Крім читання лекцій їй доводилося виконувати обов'язки наукового співробітника і керівника в лабораторії WCS, так і в колекції патогенних культур, але вона з усім справлялася.
Особливо великим успіхом користувався її практичний курс фітопатології. Спочатку заняття йшли в лабораторії в Амстердамі, однак у 1920 році їй вдалося переконати керівництво Утрехтського університету придбати віллу в населеному пункті Барн поруч з Кантонським парком, який незадовго до цього перейшов у відання університету. У цьому будинку Вестердейк розмістила і лабораторію WCS, в якій проводилися заняття для численних студентів, і колекцію патогенних культур. Під її керівництвом тут почалася велика дослідницька робота, пов'язана як з хворобами рослин, так і з іншими науковими завданнями, причому ці дослідження поступово ставали все більш фундаментальними. Ставали все більш зрозумілі життєві цикли патогенних мікроорганізмів, оскільки тепер їх можна було вивчати і в чистій культурі, і в формі, обумовленій їх взаємодією з рослинами-господарями. За ті 50 років, протягом яких Вестердейк була директором лабораторії, під її науковим керівництвом 56 осіб, у тому числі 25 жінок, отримали докторський ступінь, а сама лабораторія стала всесвітньо відомою. Обсяг колекції (яка з 1932 року називалася Centraal Bureau voor Schimmelcultures, CBS) збільшився з 80 зразків у 1907 році до 11 тисяч 1958 року; тут було представлено більше шести тисяч видів грибів і грибоподібних організмів : цвілевих грибів, дріжджів, актиноміцетів тощо

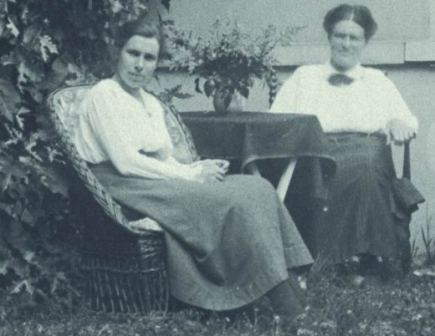
Йоханна Вестердейк (праворуч) зі своєю першою аспіранткою Беатрисою Шварц. Фотографія 1922 року

Особливу увагу в науковій роботі Вестедейк приділяла хворобі рослин. На початку своєї діяльності вона вивчала хвороби плодових дерев, спричинені опеньком осіннім (Armillaria mellea), кореневої губки (Heterobasidion annosum, syn. Fomes annosus) і стереумом пурпурним (Stereum purpureum), пізніше разом з А. ван Льойк вивчала хвороби дубу, викликані грибами роду Gloeosporium. Вона вивчала також хвороби тополі, викликані Neonectria ditissima (syn. Nectria galligena). У 1920-х роках разом зі своїми ученицями Беатрисою Шварц і Христиною Бейсман Вестердейк займалася так званою «голландською хворобою в'язів», за якою в Нідерландах, починаючи з 1919 року, стало гинути велика кількість дерев; їм вдалося виявити збудника цієї хвороби — грибок-аскоміцет Ophiostoma ulmi (syn. Ceratocystis ulmi).
З 1930 року Вестердейк стала одночасно професором і в Амстердамському університеті — і тепер їй доводилося читати лекції відразу у двох навчальних закладах. Лекції, які вона читала, оцінювалися дуже високо; це було пов'язано і з гарною підготовкою, і з тим, що вони стимулювали аудиторію до роботи. Вона повторювала, що для розуміння хвороби і контролю за нею потрібне знання фізіології як рослини, так і фізіології збудника, що ситуація, коли фахівець займається лікуванням рослин, ні анатомія яких, ні потреби в харчуванні йому невідомі, у корені невірна. Фітопатологія, на її думку, є недостатньо розвиненою наукою, і це незнання значною мірою обумовлено її слабкими зв'язками з ґрунтознавством, біохімією та іншими галузями знань. При цьому вона жартувала, що завдання, які стоять перед звичайним лікарем, набагато складніше, ніж перед фитопатологами, оскільки пацієнтів, з якими працюють останні, можна для досліджень нарізати на шматки без яких би то не було фізичних і моральних страждань.
Свою останню лекцію Вестердейк прочитала в 1952 році. У 1958 році вона пішла з усіх посад через проблеми зі здоров'ям. Останні сорок років свого життя жила в квартирі при лабораторії Барні, тут же і померла 15 листопада 1961 року в 78 років.

## Боротьба за права жінок
Вестердейк ніколи не називала себе феміністкою, але завжди намагалася допомагати іншим жінкам-ученим і протягом своєї кар'єри дуже багато зробила, щоб домогтися для жінок в академічній сфері рівних прав з чоловіками. Брала активну участь у різних національних і міжнародних спілках жінок-вчених, з 1932 по 1936 рік була президентом Міжнародної федерації жінок з університетською освітою[d].

## Особистість

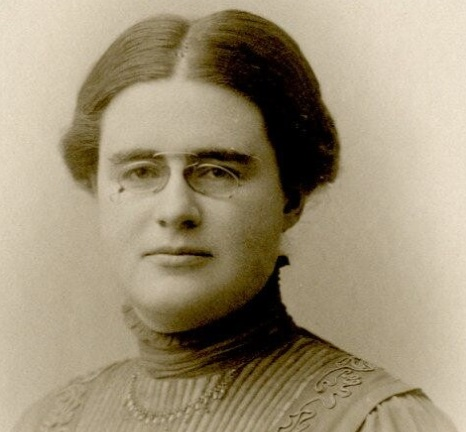
Йоханна Вестердейк. Фотографія приблизно 1920-х років

Протягом усього життя про Вестердейк відгукувалися як про доброзичливу та гостинну, компанійську жінку, яка дуже любила музику. Сама вона жартувала, що її життєлюбність і любов до келиха доброго вина зумовлені її французькими генами, отриманими від матері.

## Почесті, пам'ять
Нідерландська влада високо оцінили внесок Йоханни Вестердейк до науки, вона стала Лицарем Ордена Нідерландського Лева. У 1951 році її обрано дійсним членом Королівської академії наук і мистецтв Нідерландів (стала другою в історії жінкою, яка стала дійсним членом цієї академії). Уряд Португалії нагородив її орденом Святого Якова і Меча, а Гайдельберзький університет в 1958 році — медаллю Отто Аппеля (пам'ятною медаллю для нагородження видатних фітопатології). Багато вищих навчальних закладів присвоїли їй ступінь свого почесного доктора: Коїмбрський університет (що було пов'язано з курсом фітопатології, який вона читала тут в 1934 році), Упсальський університет (1957), Гіссенський університет (1958).
У 1955 році на її честь названо рід грибів-дотидеоміцетів Westerdykella[d].
Колекція патогенних культур, якою Йоханни Вестердейк керувала понад півстоліття, продовжує зростати: в 1986 році вона налічувала 30 тисяч, а станом на 2009 рік — вже понад 50 тисяч зразків. У лютому 2017 році ця організація отримала нову назву — Інститут Вестердейк (Westerdijk Fungal Biodiversity Institute). В особливих випадках Інститут Вестердейк нагороджує осіб, які зробили видатний внесок у колекцію патогенних культур, а також зробили видатну кар'єру в галузі мікології, премією Вестердейк (Johanna Westerdijk Award).